# Episodi di Ironside (seconda stagione)
La seconda stagione della serie televisiva Ironside è stata trasmessa negli Stati Uniti dal canale NBC dal 19 settembre 1968 al 10 aprile 1969.
In Italia è stata trasmessa da Rai 1.
| nº | Titolo originale                                      | Titolo italiano                  | Prima TV USA      | Prima TV Italia |
| -- | ----------------------------------------------------- | -------------------------------- | ----------------- | --------------- |
| 1  | Shell Game                                            | Il gioco delle conchiglie        | 19 settembre 1968 |                 |
| 2  | Split Second to an Epitaph, part 1                    | Una tenue speranza, parte 1      | 26 settembre 1968 |                 |
| 3  | Split Second to an Epitaph, part 2                    | Una tenue speranza, parte 2      | 26 settembre 1968 |                 |
| 4  | The Sacrifice                                         | Il sacrificio                    | 3 ottobre 1968    |                 |
| 5  | Robert Phillips vs. the Man                           | La rivolta                       | 10 ottobre 1968   |                 |
| 6  | Desperate Encounter                                   | Lotta disperata                  | 24 ottobre 1968   |                 |
| 7  | I, the People                                         | In nome dei cittadini            | 31 ottobre 1968   |                 |
| 8  | Price Tag -- Death                                    | Il cerchio si stringe            | 7 novembre 1968   |                 |
| 9  | An Obvious Case of Guilt                              | Un evidente caso di colpevolezza | 14 novembre 1968  |                 |
| 10 | Reprise                                               | Rappresaglia                     | 21 novembre 1968  |                 |
| 11 | The Macabre Mr. Micawber                              | Il macabro Mr. Micawber          | 28 novembre 1968  |                 |
| 12 | Side Pocket                                           | La scommessa                     | 5 dicembre 1968   |                 |
| 13 | Sergeant Mike                                         | Sergente Mike                    | 12 dicembre 1968  |                 |
| 14 | In Search of an Artist                                | Il pittore scomparso             | 2 gennaio 1969    |                 |
| 15 | Up, Down, and Even                                    | La scuola della vergogna         | 9 gennaio 1969    |                 |
| 16 | Why the Tuesday Afternoon Bridge Club Met on Thursday | La terribile zia Vittoria        | 16 gennaio 1969   |                 |
| 17 | Rundown on a Bum Rap                                  | Un vecchio amico                 | 30 gennaio 1969   |                 |
| 18 | The Prophecy                                          | La profezia                      | 6 febbraio 1969   |                 |
| 19 | A World of Jackals                                    | Un'attrice in crisi              | 13 febbraio 1969  |                 |
| 20 | And Be My Love                                        | Un amore sospetto                | 20 febbraio 1969  |                 |
| 21 | Moonlight Means Money                                 | Una divisa per la droga          | 27 febbraio 1969  |                 |
| 22 | A Drug on the Market                                  | Il farmaco sul mercato           | 6 marzo 1969      |                 |
| 23 | Puzzlelock                                            | Gioco d'azzardo                  | 13 marzo 1969     |                 |
| 24 | The Tormentor                                         | Uno tra la folla                 | 27 marzo 1969     |                 |
| 25 | A Matter of Love and Death                            | Una questione di vita o di morte | 3 aprile 1969     |                 |
| 26 | Not with a Whimper, But a Bang                        | Non un sussurro ma uno scoppio   | 10 aprile 1969    |                 |